# Riku Kiri
Riku Kiri (ur. 5 kwietnia 1963, Kotka) – fiński trójboista siłowy i strongman.
Jeden z najlepszych fińskich strongmanów w historii tego sportu. Mistrz Finlandii Strongman w latach 1988, 1993 i 1994. Mistrz Europy Strongman w latach 1995, 1996 i 1997. Wicemistrz Świata Strongman 1996. Drużynowy Mistrz Świata Par Strongman 1997.

## Życiorys
Riku Kiri zadebiutował w zawodach trójboju siłowego w wieku 18 lat, w 1981 r. Po raz pierwszy wziął udział w zawodach siłaczy w 1986 r., w pierwszych w historii zawodach strongman rozgrywanych na terenie Finlandii.
Uczestniczył pięciokrotnie w indywidualnych Mistrzostwach Europy Strongman.
Klasyfikacja w indywidualnych Mistrzostwach Europy Strongman:
| Rok     | 1993 | 1995 | 1996 | 1997 | 1998 |
| ------- | ---- | ---- | ---- | ---- | ---- |
| Pozycja | 7.   |      |      |      | 7.   |

Wziął udział pięciokrotnie w indywidualnych Mistrzostwach Świata Strongman, w latach 1993, 1994, 1996, 1997 i 1998. W Mistrzostwach Świata Strongman 1997 nie udało mu się zakwalifikować do finału.
Wymiary:
- wzrost 194 cm
- waga 140 - 147 kg
- biceps 53 cm
- klatka piersiowa 150 cm

Rekordy życiowe:
- przysiad 400 kg
- wyciskanie 302,5 kg
- martwy ciąg 390 kg

## Osiągnięcia strongman
- 1988
  - 1. miejsce - Mistrzostwa Finlandii Strongman
- 1993
  - 1. miejsce - Mistrzostwa Finlandii Strongman
  - 7. miejsce - Mistrzostwa Europy Strongman 1993 (kontuzjowany)
  - 3. miejsce - Mistrzostwa Świata Strongman 1993
- 1994
  - 1. miejsce - Mistrzostwa Finlandii Strongman
  - 3. miejsce - Mistrzostwa Świata Strongman 1994
- 1995
  - 1. miejsce - Mistrzostwa Europy Strongman 1995
- 1996
  - 1. miejsce - Mistrzostwa Europy Strongman 1996
  - 2. miejsce - Mistrzostwa Świata Strongman 1996
- 1997
  - 1. miejsce - Mistrzostwa Europy Strongman 1997
  - 1. miejsce - Drużynowe Mistrzostwa Świata Par Strongman 1997
- 1998
  - 7. miejsce - Mistrzostwa Europy Strongman 1998
  - 6. miejsce - Mistrzostwa Świata Strongman 1998 (kontuzjowany)